# NGC 7619
NGC 7619 (również PGC 71121 lub UGC 12523) – galaktyka eliptyczna (E), znajdująca się w gwiazdozbiorze Pegaza. Odkrył ją William Herschel 26 września 1785.
W galaktyce tej zaobserwowano supernową SN 1970J.